# Lebkhata
Lebkhata (àrab لبخاتة) és una comuna rural de la província de Jerada de la regió de L'Oriental. Segons el cens de 2014 tenia una població total de 2.612 persones.